# سباعيات الرجبي في الألعاب الأولمبية الصيفية 2016 – مسابقة السيدات

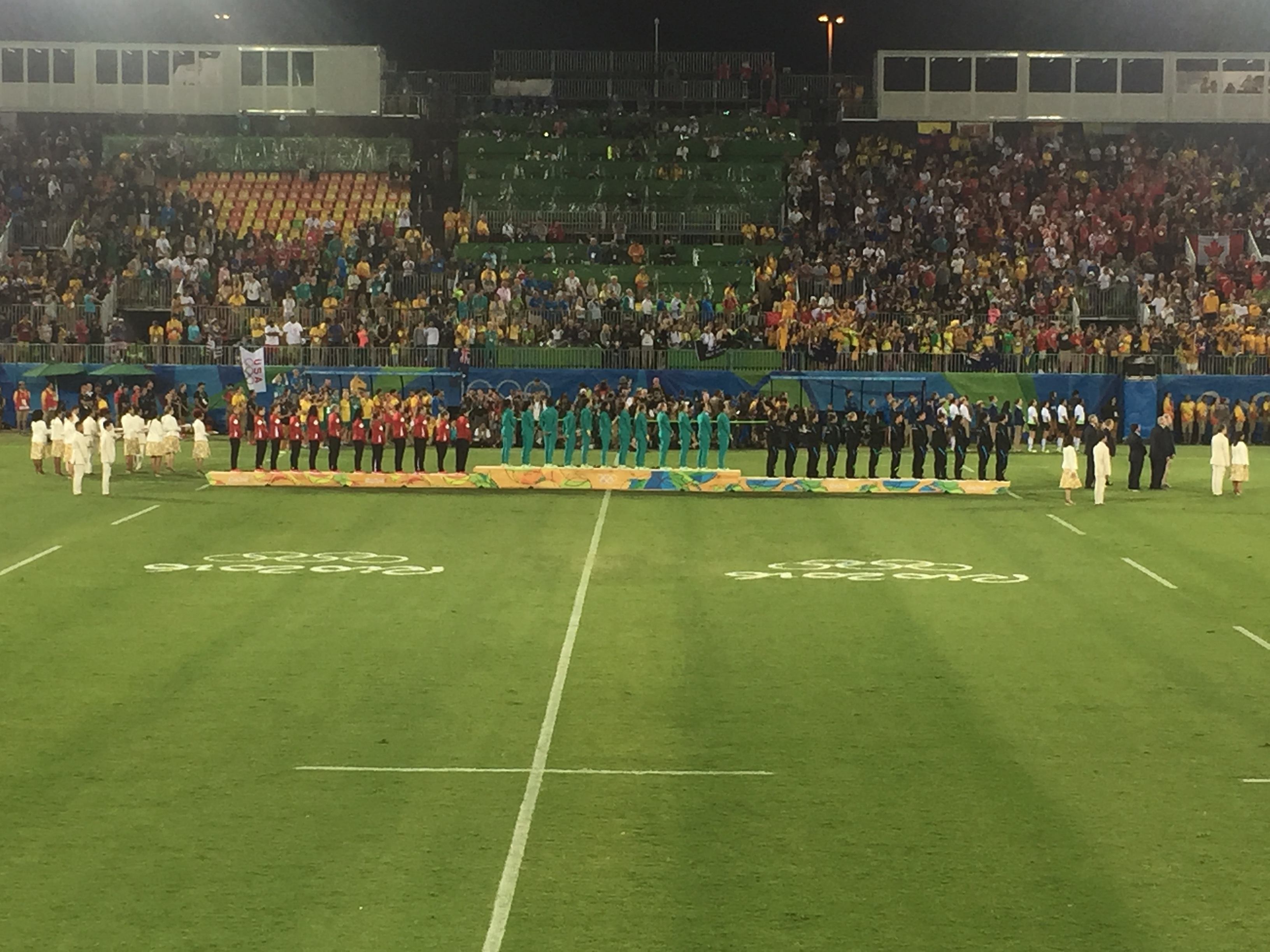

عقدت منافسة سباعيات الرجبي بطولة السيدات في الفترة 6 أغسطس - 8 أغسطس 2016 ضمن دورة الألعاب الأولمبية الصيفية 2016 في البرازيل، والذي استضافه على ملعب ديودورو ولقد فازت أستراليا على نيوزيلندا برصيد 24 مقابل 17 في المباراة النهائية.